# Сперматофор

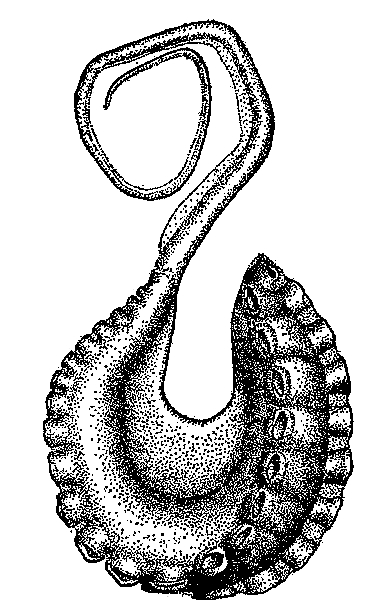
Гектокотиль Argonauta bottgeri

Сперматофор (від сперма та грец. phoros — той, що несе) — капсула, що заповнена сперматозоїдами, що виконує функцію їх переносу та захисту від висихання у деяких тварин, для яких характерно зовнішньо-внутрішнє та внутрішнє запліднення.
Сперматофори характерні для деяких молюсків, п'явок, погонофор, багатьох членистоногих та деяких земноводних. У ракоподібних, павукоподібних та комах у перенесенні сперматофору беруть участь кінцівки. У головоногих молюсків у перенесенні бере участь одне з щупалець, так званий гектокотиль. Самець захоплює ним сперматофори та переносить їх у мантійну порожнину самиці. Наповнений сперматофорами гектокотиль деяких восьминогів, відривається від тіла самця, вільно плаває, а знайшовши самицю заповзає у її мантійну порожнину. Самці тритонів та саламандр приклеюють сперматофор до субстрату, а самиця захоплює його клоачним отвором. У деяких тварин сперматофор досить довго зберігається у організмі самиці до процесу запліднення. Для скорочення знаходження сперматофору у зовнішньому середовищі, у тварин виробились синхронні форми поведінки самця та самиці, наприклад у деяких комах самець приклеює сперматофор до черевця самиці. 
Запліднення за участю сперматофору — проміжне між зовнішнім заплідненням у водному середовищі та копуляцією на суші.